# دالا (نيجيريا)
دالا (هوسا: Dala) هيَّ منطقة حكم محلي في نيجيريا ‏ في ولاية كانو في مدينة كانو. يقع مقرها الرئيسي في منطقة كواماجا. تبلغ مساحتها 19 كيلومترً مربعًا ويبلُغ عدد سكانها 418777 (تعداد 2006). الرمز البريدي للمنطقة رقمُهُ 700.

## تاريخ

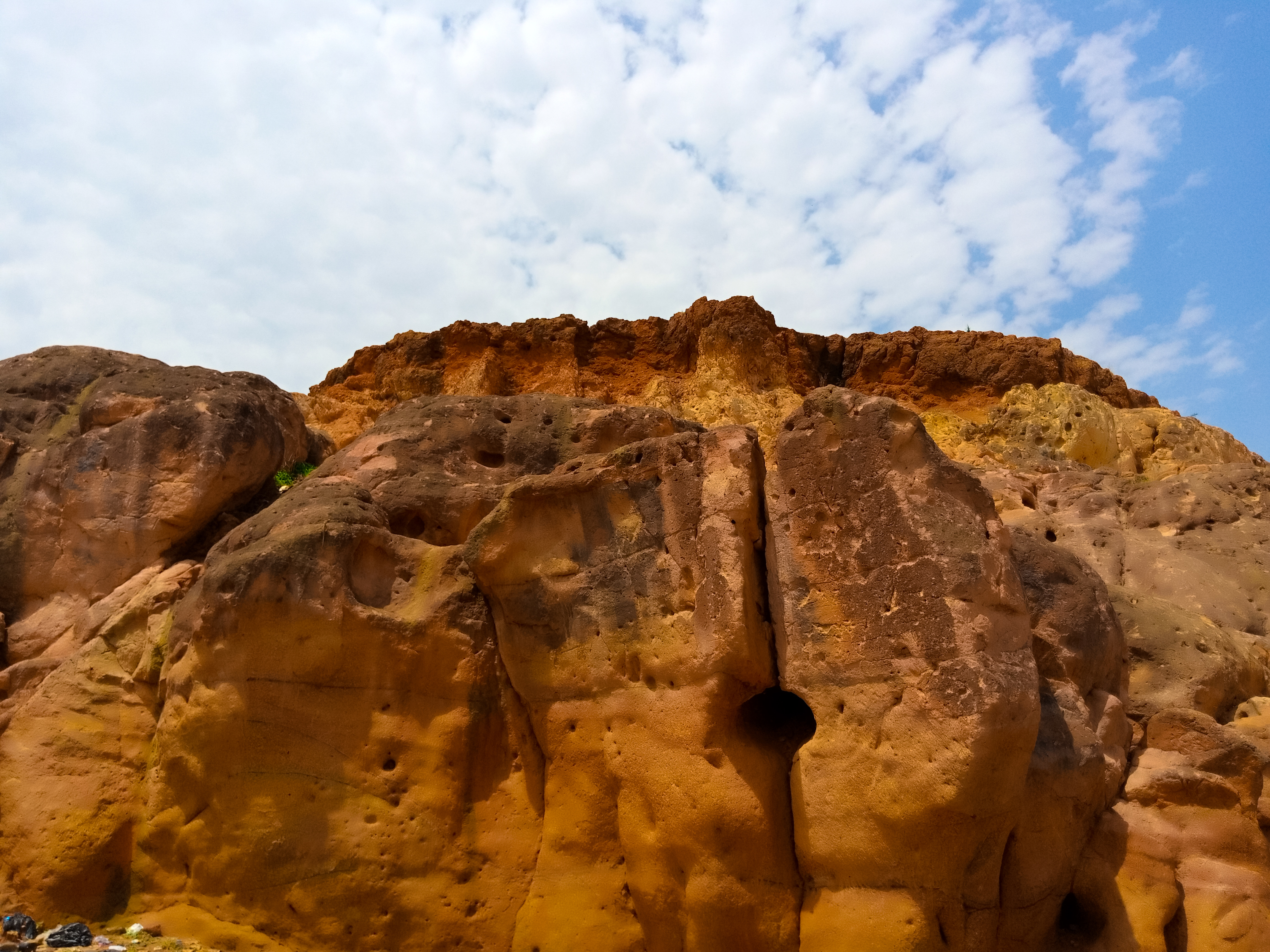
تل دالا

تحتوي على تل دالا (بالإنجليزية: Dalla Hill)‏ التي اشتقت منها اسمها.

## اقتصاد
من بين الأنشطة الاقتصادية والتجارية الشعبية والشائِعة في دالا الصباغة والحدادة وصناعة الخبز المحلي وصناعة الأواني (فخارة) والزراعة وصيد الأسماك وصناعة الأحذية وغيرها من المشاريع التجارية.